# Sophie, Contesă de Wessex
Sophie, Contesă de Wessex (Sophie Helen; născută Rhys-Jones; n. 20 ianuarie 1965) este soția Prințului Edward, Conte de Wessex și membră a Familiei Regale Britanice. Soțul ei este fiul cel mic al reginei Elisabeta a II-a și a Prințului Filip, Duce de Edinburgh. Căsătorită în 1999, ea a lucrat în relații publice până în 2001 iar acum își susține soțul în îndatoririle regale. Contele și Contesa au doi copii: Lady Louise Windsor și James, Viconte Severn.